# Pedicularis dichrocephala
Pedicularis dichrocephala är en snyltrotsväxtart som beskrevs av Hand.-mazz.. Pedicularis dichrocephala ingår i släktet spiror, och familjen snyltrotsväxter. Inga underarter finns listade i Catalogue of Life.